# Bubblestand
Bubblestand (укр. Мильні бульбашки) — перша серія другого епізоду першого сезону мультсеріалу «Губка Боб Квадратні Штани», прем'єра якого відбулась 13 липня 2000 року.

## Сюжет
Губка Боб виходить на двір, радіє чудовому дню і починає щось майструвати. Це заважає Сквідварду грати на кларнеті і він просить Боба зменшити гучність. Він намагається виконати прохання сусіда, але коли чує його фальшиву гру, закінчує роботу. Губка Боб побудував у своєму дворі магазинчик, де можна всього за 25 центів надути мульну бульбашку. Він пропонує Сквідварду стати покупцем, але той відмовляється. Тим часом Патрік погоджується стати першим покупцем, але у нього немає 25 центів, тому він просить у Губки Боба позичити йому. Патрік намагається видути бульку, та в нього нічого не виходить. Губка Боб пропонує йому взяти у нього урок техніки за 25 центів. Він полягає у купі дурних вправ, що не мають ніякого відношення до бульбашок, наприклад, плавний політ і приземлення на праву ногу.
Після цього Губка Боб надуває бульбашки у формі качок, кубиків льоду, гусениці, човна та слона, проте один з них залітає до вікон Сквідварда і він виходить до них. А Губка Боб і Патрік налякавшись заховались і закрили магазинчик. Сквідвард питає, як їм вдається влаштовувати стільки галасу надуваючи мильні бульбашки і заявляє їм, що це дурна ідея і, що кожен може надувати дурні мильні бульбашки. Зрештою, він зацікавився цим і намагався надути мильні бульбашку, не звертаючи увагу на техніку Губки Боба. Урешті-решт, Сквідвард виконав техніку і надув величезну бульбашку. Після цього, він пішов додому, хизуючись своїм досягненням і почав грати на своєму кларнеті під вигуки Губки Боба і Патріка:«Сквідвард!». В цей самий час велика бульбашка повернулась і охопила будинок Сквідварда і він почав випливати на поверхню. Раптово бульбашка лускає, а Губка Боб і Патрік розбігаються по домах, а Сквідвард намагається грати на кларнеті.